# Première bataille de Lyman
Pour les articles homonymes, voir Bataille de Lyman.
Pour un article plus général, voir Offensive de l'est de l'Ukraine.
Invasion de l'Ukraine par la Russie de 2022
Guerre du Donbass
Batailles
Offensive de Kiev (Jytomyr, Kiev) : 
- 1re Hostomel
- Tchernobyl
- Ivankiv
- Kiev
- 2e Hostomel
- Vassylkiv
- Boutcha
- Irpin
  - Bombardement de réfugiés
- Jytomyr
- Mochtchoun
- Makariv
- Brovary

Offensive du Nord (Tchernihiv, Soumy) :
- Hloukhiv
- Slavoutytch
- Bombardements
- Soumy
- Trostianets
- Tchernihiv
- Okhtyrka
- Lebedyn
- Konotop
- Romny
- Desna
- Escarmouches frontalières

Russie  (Briansk, Belgorod) :
- Incursions en Russie occidentale
  - Oblast de Briansk
  - Oblasts de Belgorod et de Koursk
    - Incursions de 2024

  - Bombardement de Belgorod
- Oblast de Koursk (août 2024)

Campagne de l'Est (Donetsk, Louhansk, Kharkiv)
Kharkiv :
- 1re Kharkiv
  - Tchouhouïv
  - Bombardements : en février
  - en mars
  - en avril
  - du bâtiment administratif
- Izioum
- 2e Kharkiv
  - Balaklia
  - 1re Koupiansk
  - Chevtchenkove
- 3e Kharkiv

Nord du Donbass:
- Starobilsk
- Sloviansk
  - Dovhenke
  - 1re Lyman
  - Sviatohirsk
  - Bohorodychne et Krasnopillia
  - Bombardements : Bilohorivka
  - Kramatorsk
- Sievierodonetsk
  - Kreminna
  - Donets
  - Roubijné
  - Popasna
  - Tochkivka
  - Massacre
- Lyssytchansk
- 2e Kharkiv
  - Balaklia
  - 1re Koupiansk
  - Chevtchenkove
  - 2e Lyman
- Oblast de Louhansk
  - Ligne Svatove-Kreminna
  - Serebryansky
  - 2e Koupiansk

 Centre du Donbass:
- Horlivka
- Popasna
- Svitlodarsk
- Bakhmout
  - Soledar
- Siversk
- Tchassiv Iar
- Toretsk

Sud du Donbass :
- Volnovakha
- Marioupol
  - Bombardements : de l'hôpital
  - du théâtre
  - de l'école d'art
- Pisky
- Vouhledar
  - Pavlivka
- Marïnka
- Contre-offensive de 2023
- Avdiïvka
- Novomykhaïlivka
- Pokrovsk
  - Krasnohorivka
  - Toretsk
- Bombardements :
- Makiïvka
- Donetsk

Campagne du Sud (Mykolaïv, Kherson, Zaporijjia)
- 1re Kherson
- Odessa
- Melitopol
- Mykolaïv
  - Bombardements : à fragmentation
  - du bâtiment administratif
- 1re Berdiansk
- Zaporijjia
- Tchornobaïvka
- Enerhodar
- Voznessensk
- Houliaïpole
- Davydiv Brid
- 2e Berdiansk
- Nova Kakhovka
- 2e Kherson
  - Doudtchany
- Dniepr
- Tchoulakivka
- Contre-offensive de 2023
  - Robotyne

Frappes aériennes dans l'Ouest et le Centre de l'Ukraine
- Lviv (02/2022)
- Vinnytsia (03/2022)
- Yavoriv (03/2022)
- Deliatyne (03/2022)
- Dnipro

Guerre navale
- Île des Serpents (02/2022)
- Moskva (04/2022)

Attaques en Crimée
- Novofedorivka (08/2022)
- Djankoï (08/2022)
- Pont de Crimée (10/2022)
- Base navale de Sébastopol (10/2022)
- Pont de Crimée (07/2023)
- Base navale de Sébastopol (09/2023)

Débordement
- Aéroport de Millerovo
- Sabotages en Russie
- Attaques en Transnistrie
- Sabotage des gazoducs Nord Stream
- Terrain d'entraînement militaire de Soloti
- Explosions en Pologne
- Bases aériennes de Dyagilevo et Engels-2
- Base aérienne de Minsk-Matchoulichtchi
- Crise russo-moldave de 2023
  - Accusations de tentative de coup d'État en Moldavie
- Incident de drone de 2023 en mer Noire
- Rébellion du groupe Wagner

Massacres
- Tchernihiv
- Boutcha
- Borodianka
- Olenivka
- Izioum

La bataille de Lyman est un engagement militaire pendant l'invasion de l'Ukraine par la Russie de 2022, dans le cadre de la bataille du Donbass de l'offensive de l'est de l'Ukraine. Elle s'achève par la prise de la ville de Lyman par les forces russes.

## Contexte
Un mois après le début de l'invasion russe, la Russie prétendait contrôler 93 % de l'oblast de Louhansk, laissant Sievierodonetsk et Lyssytchansk comme des points de résistance ukrainiens stratégiquement importants dans la région. Les plans russes pour conquérir Sievierodonetsk reposaient sur ses succès dans les villes voisines de Roubijné au nord et de Popasna au sud. Avant le 6 avril, les forces russes avaient conquis 60 % de Roubijné, les obus et les roquettes tombaient sur Sievierodonetsk « à intervalles réguliers, dans un bombardement soutenu ». Le lendemain, les forces de la 128e brigade d'assaut de montagne ont mené une offensive qui aurait éloigné les forces russes de 6 à 10 kilomètres de l'autre ville voisine de Kreminna. Il a été rapporté que les forces russes se sont emparées de Rubizhne et de la ville voisine de Voïevodivka le 12 mai 2022.
Le dernier pont a été construit entre Bilohorivka et Serebrianka (en) vers le 12 mai et a été détruit, les dernières troupes russes s'étant repliées de leur côté du fleuve le 13 mai.

### Importance stratégique
La ville de Lyman a une importance stratégique non négligeable dans le Donbass. En effet, c'est un des nœuds routiers et ferroviaires les plus importants de la région. Elle ne se situe qu'à 20 kilomètres à l'est de Sloviansk. De plus, au moment du début de la bataille, c'était la dernière ville de plus de 10 000 habitants à l'est du Donets encore aux mains des Ukrainiens.

## Bataille
Les Russes préparent la bataille à partir de mi-avril avec la prise de Yampil à une dizaine de kilomètres au sud-est de Lyman ; puis avec la prise de Drobysheve à une dizaine de km au nord de la ville entre le 17 et 18 mai,,. La prise de ces deux localités permet d'attaquer la ville par le nord, l'ouest et l'est.
À partir du 23 mai, les forces russes intensifient leurs opérations offensives autour de Lyman et gagnent du terrain. Des sources suggèrent que les forces russes ont lancé un assaut sur la partie nord de Lyman et ont pris le contrôle au moins partiel de la ville à partir du 23 mai.
Les Russes intensifient leur pénétration vers le centre-ville dès le lendemain, déclenchant des combats de rue. Avec le soutien de l'artillerie et de l'aviation, le 25 mai, les forces russes poursuivent l'offensive vers le centre de Liman, occupant environ 70 % du territoire de la ville. Les forces ukrainiennes se sont retirées dans les localités du sud de la ville, offrant une résistance féroce, tandis que certains soldats se sont rendus pendant le siège. Une vidéo est publiée le 26 mai sur un canal telegram où l'on voit des soldats brandir le drapeau russe sur le bâtiment de l'administration municipale de Lyman,,,.
Le 27 mai 2022, il est confirmé par les deux parties que la ville est désormais sous contrôle russe.
Lyman sera de nouveau contestée à partir du 11 septembre lors de la contre-offensive ukrainienne de Kharkiv. Une deuxième bataille s'y déroule.